# Spoorlijn Landquart - Thusis
De spoorlijn Landquart - Thusis is een smalspoorlijn in Zwitserland. De lijn wordt geëxploiteerd door de Rhätische Bahn (RhB) en loopt van Landquart via de kantonnale hoofdstad van het kanton Graubünden Chur naar Thusis. Het traject maakt deel uit van het RhB-hoofdnetwerk en vormt de verbinding tussen de Landquart-Davos-Bahn en de Albulabahn. Tussen Landquart en Chur loopt de lijn grotendeels parallel aan de oudere normaalspoorlijn Chur - Rorschach van de Schweizerische Bundesbahnen (SBB).

## Historie
De lijn werd in twee delen aangelegd als tweede lijn van de Schmalspurbahn Landquart–Davos AG (LD), reden om de maatschappij te hernoemen tot Rhätische Bahn:
- De bouw van Chur - Thusis begon in het voorjaar van 1894 en werd geopend op 1 juli 1896
- Landquart - Chur werd aangevat eind september 1895 en geopend op 29 augustus 1896

De totale bouwkosten, inclusief rollend materieel, bedroegen iets meer dan 13 miljoen Zwitserse frank en de dienstregeling was van meet af aan gekoppeld aan deze van de Landquart-Davos-Bahn.

## Spoorlijn
Terwijl het reizigersverkeer van de Schweizerische Bundesbahnen (SBB) eindigt in Chur, waar ook een overgang is naar de spoorlijn Chur - Arosa, is er een drierailig spoor in Untervaz en een drierailig spoor (met maximale asdruk van 22,5 ton) van Chur naar Domat/Ems naar het fabrieksterrein van Ems-Chemie voor normaalspoorvrachtvervoer en naar het terrein van de voormalige grote houtzagerij Mayr-Melnhof Swiss Timber AG. Na deze aftakking in Domat/Ems zijn alle sporen meterbreed. In Reichenau-Tamins buigt de spoorlijn Reichenau - Disentis af naar Disentis/Mustér, die daar aansluit op de hoofdlijn Brig - Disentis van de Matterhorn-Gotthard-Bahn (MGB) en als een gecombineerd traject wordt gebruikt door de Glacier Express.
Bij Thusis gaat de lijn over in de Albula-spoorlijn, die de verbinding van Landquart naar St. Moritz biedt en aansluiting mogelijk maakt op de Engadiner Bahn.
Met de wijziging van de dienstregeling op 10 december 2006 werd de stopplaats Trimmis opgeheven. Het station Untervaz werd hernoemd met de nieuwe dubbele naam Untervaz-Trimmis, wat verwijst naar de indirecte bediening van de gemeente Trimmis.

## Elektrische tractie
De spoorlijn wordt tegenwoordig gevoed met 11.000 volt wisselspanning, 16⅔ Hz.